# Yulin (Xianxim)
Yulin (chinês simplificado: 榆林, pinyin: Yúlín) é uma Cidade-prefeitura na província de Xianxim, na China, fazendo fronteira com a Mongólia Interior ao norte, Xanxim a leste e Ninxiá a oeste. Tem uma área administrativa de 43.578 km2 e no censo chinês de 2020 tinha uma população de 3.634.750.

## História
Yulin foi o anfitrião da 11ª conferência da CHIME (Fundação Europeia para Pesquisa de Música Chinesa) em agosto de 2006. Em 2017, de 26 a 29 de agosto, a 1ª conferência da Comissão IGU-AGLE sobre "Desenvolvimento rural global e capacitação fundiária". foi realizada na Universidade de Yulin. 

## Geografia
Yulin é a cidade mais ao norte de Xianxim, e faz fronteira com a cidade de Ordos (Mongólia Interior) ao norte, Xinzhou e Lüliang (Xanxim) a leste, Yan'an ao sul e Wuzhong (Ninxiá) a oeste. Ao norte e noroeste da cidade fica o Deserto de Ordos, embora o campo seja muito verde devido aos muitos pequenos arbustos que foram plantados para retardar o processo de desertificação. A cidade é baseada em um vale que se estende de norte a sul, que se eleva a um grande ponto de observação a nordeste, de onde se tem vista para oeste e noroeste.

### Lago Hongjiannao
O Lago Hongjiannao fica na fronteira de Yulin e Ordos, Mongólia Interior (39°06′N, 109°53′E).  É o maior "lago de água doce do deserto" da China.  O lago é relativamente recente, formado por volta de 1929 devido ao aumento das chuvas no início do século XX; antes, a bacia era uma zona úmida.
O lago é abastecido por quatro rios, mas não há escoamento. Quando sua área de superfície era de cerca de 60 km2, sua profundidade máxima foi de 10,5m e a profundidade média 8,2m.  No entanto, o lago vem diminuindo acentuadamente na última década, para 32 km2 no presente. O encolhimento foi atribuído à construção de reservatórios, mineração e irrigação agrícola. 
O lago Hongjiannao é um importante habitat de reprodução para a gaivota-relíquia (Ichthyaetus relictus), uma espécie classificada como "vulnerável" pela União Internacional para a Conservação da Natureza (IUCN). Estima-se que até 5.000 casais se reproduzam lá, tornando-se a maior colônia de reprodução de gaivotas relíquias. O encolhimento do lago e as mudanças na qualidade da água estão ameaçando a colônia. 

## Clima
Yulin tem um clima semiárido continental influenciado pelas monções (Köppen BSk), com invernos muito frios e bastante longos e verões quentes e um tanto úmidos. As médias mensais variam de −8.7 °C para 23.7 °C em julho, e a média anual é 8,78 °C. A primavera é especialmente propensa a tempestades de areia que sopram do noroeste. Há apenas 383mm de precipitação anual, 73% da qual ocorre de junho a setembro. Devido à aridez, a variação diurna da temperatura é grande durante a maior parte do ano, com média de 13.3 °C anualmente. Com uma porcentagem mensal de sol possível variando de 60% em três meses a 65% em quatro meses, a cidade recebe 2.780 horas de sol brilhante anualmente.
| Dados climáticos para Yulin, Shaanxi (1981–2010 normais, extremos 1971–2010)           | Dados climáticos para Yulin, Shaanxi (1981–2010 normais, extremos 1971–2010) | Dados climáticos para Yulin, Shaanxi (1981–2010 normais, extremos 1971–2010) | Dados climáticos para Yulin, Shaanxi (1981–2010 normais, extremos 1971–2010) | Dados climáticos para Yulin, Shaanxi (1981–2010 normais, extremos 1971–2010) | Dados climáticos para Yulin, Shaanxi (1981–2010 normais, extremos 1971–2010) | Dados climáticos para Yulin, Shaanxi (1981–2010 normais, extremos 1971–2010) | Dados climáticos para Yulin, Shaanxi (1981–2010 normais, extremos 1971–2010) | Dados climáticos para Yulin, Shaanxi (1981–2010 normais, extremos 1971–2010) | Dados climáticos para Yulin, Shaanxi (1981–2010 normais, extremos 1971–2010) | Dados climáticos para Yulin, Shaanxi (1981–2010 normais, extremos 1971–2010) | Dados climáticos para Yulin, Shaanxi (1981–2010 normais, extremos 1971–2010) | Dados climáticos para Yulin, Shaanxi (1981–2010 normais, extremos 1971–2010) | Dados climáticos para Yulin, Shaanxi (1981–2010 normais, extremos 1971–2010) |
| Mês                                                                                    | Jan                                                                          | Fev                                                                          | Mar                                                                          | Abr                                                                          | Mai                                                                          | Jun                                                                          | Jul                                                                          | Ago                                                                          | Set                                                                          | Out                                                                          | Nov                                                                          | Dez                                                                          | Ano                                                                          |
| -------------------------------------------------------------------------------------- | ---------------------------------------------------------------------------- | ---------------------------------------------------------------------------- | ---------------------------------------------------------------------------- | ---------------------------------------------------------------------------- | ---------------------------------------------------------------------------- | ---------------------------------------------------------------------------- | ---------------------------------------------------------------------------- | ---------------------------------------------------------------------------- | ---------------------------------------------------------------------------- | ---------------------------------------------------------------------------- | ---------------------------------------------------------------------------- | ---------------------------------------------------------------------------- | ---------------------------------------------------------------------------- |
| Recorde alta °C (°F)                                                                   | 11.2 (52.2)                                                                  | 17.2 (63)                                                                    | 28.6 (83.5)                                                                  | 34.8 (94.6)                                                                  | 36.2 (97.2)                                                                  | 39.0 (102.2)                                                                 | 38.6 (101.5)                                                                 | 36.3 (97.3)                                                                  | 36.0 (96.8)                                                                  | 28.5 (83.3)                                                                  | 22.4 (72.3)                                                                  | 13.2 (55.8)                                                                  | 39 (102.2)                                                                   |
| Média alta °C (°F)                                                                     | −0.9 (30.4)                                                                  | 3.8 (38.8)                                                                   | 10.4 (50.7)                                                                  | 18.6 (65.5)                                                                  | 24.5 (76.1)                                                                  | 28.5 (83.3)                                                                  | 30.0 (86)                                                                    | 27.6 (81.7)                                                                  | 22.9 (73.2)                                                                  | 16.4 (61.5)                                                                  | 8.1 (46.6)                                                                   | 0.9 (33.6)                                                                   | 15.9 (60.62)                                                                 |
| Média diária °C (°F)                                                                   | −8.7 (16.3)                                                                  | −3.7 (25.3)                                                                  | 3.1 (37.6)                                                                   | 11.0 (51.8)                                                                  | 17.4 (63.3)                                                                  | 21.7 (71.1)                                                                  | 23.7 (74.7)                                                                  | 21.4 (70.5)                                                                  | 16.1 (61)                                                                    | 9.1 (48.4)                                                                   | 0.7 (33.3)                                                                   | −6.5 (20.3)                                                                  | 8.78 (47.8)                                                                  |
| Média baixa °C (°F)                                                                    | −15.1 (4.8)                                                                  | −9.9 (14.2)                                                                  | −3.0 (26.6)                                                                  | 3.9 (39)                                                                     | 10.1 (50.2)                                                                  | 14.8 (58.6)                                                                  | 17.7 (63.9)                                                                  | 16.1 (61)                                                                    | 10.5 (50.9)                                                                  | 3.3 (37.9)                                                                   | −4.9 (23.2)                                                                  | −12.3 (9.9)                                                                  | 2.6 (36.68)                                                                  |
| Recorde baixa °C (°F)                                                                  | −30.0 (−22)                                                                  | −28.5 (−19.3)                                                                | −18.3 (−0.9)                                                                 | −10.5 (13.1)                                                                 | −2.8 (27)                                                                    | 5.1 (41.2)                                                                   | 10.4 (50.7)                                                                  | 5.4 (41.7)                                                                   | −2.7 (27.1)                                                                  | −10.4 (13.3)                                                                 | −20.2 (−4.4)                                                                 | −29.7 (−21.5)                                                                | −30 (−22)                                                                    |
| Média precipitação mm (pol.)                                                           | 2.3 (0.091)                                                                  | 3.4 (0.134)                                                                  | 11.3 (0.445)                                                                 | 18.7 (0.736)                                                                 | 36.0 (1.417)                                                                 | 48.4 (1.906)                                                                 | 73.7 (2.902)                                                                 | 107.0 (4.213)                                                                | 51.3 (2.02)                                                                  | 22.3 (0.878)                                                                 | 6.9 (0.272)                                                                  | 2.1 (0.083)                                                                  | 383.4 (15.097)                                                               |
| Média de dias de precipitação (≥ 0.1 mm)                                               | 2.0                                                                          | 2.6                                                                          | 3.9                                                                          | 4.2                                                                          | 5.6                                                                          | 8.1                                                                          | 9.7                                                                          | 10.4                                                                         | 8.9                                                                          | 5.3                                                                          | 2.9                                                                          | 1.5                                                                          | 65.1                                                                         |
| Média umidade relativa (%)                                                             | 55                                                                           | 49                                                                           | 45                                                                           | 40                                                                           | 44                                                                           | 51                                                                           | 60                                                                           | 67                                                                           | 67                                                                           | 62                                                                           | 57                                                                           | 55                                                                           | 54.3                                                                         |
| Média mensal horas de sol                                                              | 197.8                                                                        | 187.7                                                                        | 220.3                                                                        | 245.0                                                                        | 282.4                                                                        | 278.8                                                                        | 269.5                                                                        | 252.1                                                                        | 232.5                                                                        | 225.7                                                                        | 198.5                                                                        | 186.5                                                                        | 2 776,8                                                                      |
| Por cento luz do sol possível                                                          | 65                                                                           | 62                                                                           | 60                                                                           | 62                                                                           | 65                                                                           | 63                                                                           | 60                                                                           | 60                                                                           | 62                                                                           | 65                                                                           | 65                                                                           | 63                                                                           | 62.7                                                                         |
| Fonte: China Meteorological Administration (precipitation days and sunshine 1971–2000) |                                                                              |                                                                              |                                                                              |                                                                              |                                                                              |                                                                              |                                                                              |                                                                              |                                                                              |                                                                              |                                                                              |                                                                              |                                                                              |

## Administração
Yulin consiste em dois distritos, uma cidade administrativa e nove condados.
| Mapa | Mapa   | Mapa          | Mapa                                | Mapa       | Mapa             |
| --- | ------ | ------------- | ----------------------------------- | ---------- | ---------------- |
| Yuyang Hengshan Shenmu · (cidade) Condado de · Fugu Condado de · Jingbian Condado de · Dingbian Suide Condado de · Mizhi Condado de · Jia 1 Condado · de Qingjian Condado · de Zizhou 1. Condado de Wubu |        |               |                                     |            |                  |
| Name | Hanzi  | Hanyu pinyin  | População residente (dados de 2018) | Área (km2) | Densidade (/km2) |
| Distrito de Yuyang | 榆阳区 | Yúyáng Qū     | 684,800                             | 7,053      | 65               |
| Distrito de Hengshan | 横山区 | Héngshān Qū   | 313,500                             | 4,084      | 81               |
| Cidade de Shenmu | 神木市 | Shénmù Shì    | 485,000                             | 7,635      | 48               |
| Condado de Fugu | 府谷县 | Fǔgǔ Xiàn     | 271,500                             | 3,212      | 65               |
| Condado de Jingbian | 靖边县 | Jìngbiān Xiàn | 382,000                             | 5,088      | 57               |
| Condado de Dingbian | 定边县 | Dìngbiān Xiàn | 339,400                             | 6,920      | 45               |
| Condado de Suide | 绥德县 | Suídé Xiàn    | 287,500                             | 1,878      | 186              |
| Condado de Mizhi | 米脂县 | Mǐzhī Xiàn    | 145,400                             | 1,212      | 173              |
| Condado de Jia | 佳县   | Jiā Xiàn      | 155,500                             | 2,144      | 117              |
| Condado de Wubu | 吴堡县 | Wúbǔ Xiàn     | 64,600                              | 428        | 187              |
| Condado de Qingjian | 清涧县 | Qīngjiàn Xiàn | 124,700                             | 1,881      | 112              |
| Condado de Zizhou | 子洲县 | Zǐzhōu Xiàn   | 163,900                             | 2,043      | 152              |

## Economia
A mineração de carvão é a principal indústria de Yulin. Há um novo projeto de campo de petróleo a oeste de Yulin que está perfurando poços de gás natural, e isso trouxe muito dinheiro para a economia local.
Este novo desenvolvimento de petróleo/gás é o maior projeto onshore atualmente cooperado pela PetroChina e pela International Energy Company (Shell) na China continental desde 1999 (contrato de compartilhamento de produto (PSC) assinado). Em 2005, este projeto avançou para a fase de construção e perfuração e entregou gás no gasoduto Shaanxi-Jing No.2 em 2007. A meta de produção anual de gás é de 3 bilhões de metros cúbicos (BCM) após este projeto atingir sua capacidade total de produção.

## Transporte
- Aeroporto de Yulin Yuyang
- Ferrovia Shenyan
- Via Expressa G1812 Cangyu
- Via expressa G65 Baotou–Maoming
- Rodovia Nacional da China 210

## Cultura
Devido ao seu relativo isolamento, uma quantidade considerável de arquitetura clássica permanece na cidade propriamente dita, incluindo a muralha original da cidade, algumas das quais foram restauradas. Outras relíquias culturais incluem a torre de vigia Zhen Bei Tai, construída durante a dinastia Ming, que é a maior fortaleza militar construída em toda a Grande Muralha, com peças originais e restauradas da Grande Muralha original justapostas em ambos os lados. Há uma grande restauração em processo nesta área da Grande Muralha. Além disso, pedaços da antiga Grande Muralha construída durante a Dinastia Chin estão espalhados pelos arredores da cidade. Há também o Red Stone Gorge, um desfiladeiro repleto de grutas contendo escrita antiga esculpida e arte budista. A cidade também contém um antigo pagode.
O dialeto chinês de Jin é falado em Yulin.

## Pessoas notáveis
- Li Zicheng (1606–1645), líder rebelde que estabeleceu a Dinastia Shun.
- Han Shizhong, general da Dinastia Sung.
- Hu Qili, ex-líder do Partido Comunista Chinês

## Cidades-irmãs
Depois que o prefeito de Gillette, Wyoming visitou uma conferência sobre carvão na China, uma delegação de Yulin foi para Gillette. Essas reuniões acabaram levando ambas a se tornarem cidades irmãs em 2012.  